# Višňové (Repubblica Ceca)
Višňové è un comune mercato della Repubblica Ceca facente parte del distretto di Znojmo, in Moravia Meridionale.